# مقاطعة بفلو (نبراسكا)
مقاطعة بفلو (بالإنجليزية: Buffalo County)‏ هي إحدى مقاطعات ولاية نبراسكا في الولايات المتحدة الأمريكية.